# Янсен, Марк
Марк Янсен (нидерл. Mark Jansen, р. 15 декабря 1978) — нидерландский музыкант, лидер симфоник-метал групп Epica и MaYan.
Гитарист Янсен с Сандером Гоммансом основал группу After Forever и был одним из основных авторов песен, начиная с их дебютного альбома Prison of Desire. Он был уволен из After Forever в 2002 году, и после его ухода группа занялась новым музыкальным направлением. Марк Янсен создал новую симфоник-метал-группу под названием Sahara Dust, которая была позже переименована в Epica. В 2003 году к группе присоединилась Симона Симонс. И в After Forever, и в Epica Марк использовал гроулинг и скриминг.
Заслуживают упоминания религиозные взгляды Марка. Он считает, что все религии на самом деле говорят об одном и том же, и по сути являются одной общей религией, поэтому религиозные войны должны быть прекращены. Этому посвящён, например, альбом The Divine Conspiracy, в буклете к которому говорится обо всём вышеперечисленном. Идеи Марка отражены в серии песен The Embrace That Smothers, которую он начал на альбоме Prison of Desire в 2000 году ещё в то время, когда играл в After Forever. После увольнения, он основал новый проект — Epica, на дебютном альбоме которого продолжил серию.
Имеет степень магистра в психологии. Состоял в отношениях с вокалисткой Симоной Симонс, коллегой по группе Epica, на данный момент встречается с итальянской оперной певицей (сопрано) Лаурой Макри, коллегой по группе MaYan. 
Однако, Марк проявил себя не только в группе Epica. Он принял участие в качестве гостевого вокалиста на дебютном альбоме группы The Loudest Silence Aesthetic Illusion в треке Gallery of Wonders. 